# Rafael Cob García
Rafael Cob García (ur. 23 października 1951 w La Horra) – hiszpański duchowny rzymskokatolicki działający w Ekwadorze, od 1999 wikariusz apostolski Puyo.